# Albert Varloteau
Albert Varloteau est un ouvrier et  responsable syndical communiste français, né le 29 mars 1909 à Milly-la-Forêt, en Seine-et-Oise, et mort le 21 mai 1978 à Paris.

## Biographie
Le père d'Albert Varloteau était peintre en bâtiment. Albert est ouvrier de la céramique. Il passe progressivement d'un engagement catholique à un engagement communiste, non sans mal, étant tout d'abord influencé par le militantisme catholique et les milieux de la petite bourgeoisie. Ce sont ses lectures de Jésus, ouvrage d'Henri Barbusse, puis celles de Paul Lafargue, Nikolaï Boukharine, Karl Marx et Lénine qui l'engagent progressivement dans le militantisme communiste,.
Il devient militant communiste en 1933. Il est par la suite unitaire de la Céramique et fait partie de la Fédération du Bâtiment. Il devient secrétaire du Syndicat du Bâtiment, puis secrétaire de l'Union des syndicats de Corbeil. En 1937-1939, il est l’un des secrétaires de l’Union des syndicats de la région parisienne,,. 
Il épouse Madeleine Langevin (1903-1977), la première fille du physicien Paul Langevin. Ils habitent à Bois-le-Roi et ont un fils, Jacques Varloteau, qui deviendra instituteur.
En 1941, la police recherche Albert Varloteau du fait de ses activités militantes. Interné politique, il est emprisonné à la Prison de la Santé, à Paris. À la Santé, il se lie d'amitié avec Fernand Gambier. Le 10 juin 1941, la Santé est évacuée. Albert Varloteau et Fernand Gambier se retrouvent sur les routes avec d’autres prisonniers en direction de Gurs. Le 20 juin 1941, à l’entrée de Bordeaux, Paul Langevin et Frédéric Joliot-Curie, en voiture, tentent en vain de les faire évader. Ils sont ensuite internés tous les deux au Camp de Gurs.
Après la guerre, il a la responsabilité du syndicat des services de santé privée des départements de la Seine et de la Seine-et-Oise. Il est d'un important secours lors de l'élaboration et des négociations des conventions collectives de la Fédération de la santé et de l’action sociale CGT en 1966.
Albert Varloteau meurt dans un accident le 21 mai 1978 à Paris.